# Heejin
Jeon Hee-jin (em coreano: 전희진; nascida em Daejeon, Hoseo, Coreia do Sul, em 19 de outubro de 2000), mais conhecida por seu nome artístico Heejin (em coreano: 희진; romaniz.: Hee-jin) é uma cantora, rapper e dançarina sul-coreana. Tornou-se conhecida por ser integrante do LOOΠΔ e da subunidade LOOΠΔ 1/3. Ela também é ex-membro do grupo virtual Feverse sob o nome Rien (리엔). Atualmente, Heejin faz parte do grupo feminino ARTMS, sendo agenciada pela MODHAUS. Ela fez sua estreia solo em 31 de outubro de 2023 com o extended play <K>, promovendo o single Algorithm.

## Vida pessoal
Heejin nasceu em Daejeon, na região de Hoseo, Coreia do Sul no dia 19 de outubro de 2000. É a irmã mais nova da família, tendo duas irmãs mais velhas. Ela aprendeu a dançar desde a infância, tendo decidido se tornar uma cantora no ensino fundamental. Ao longo de um mês, Heejin morou com parte de sua família em Bom Retiro, bairro da cidade de São Paulo, Brasil, tendo criado fortes lembranças ao passar pelo país. A palavra que ela mais gosta na língua portuguesa é açaí – sua comida brasileira favorita. Embora tenha sido rejeitada por diferentes gravadoras em audições públicas, em 2015, ela foi contatada por sua antiga empresa, Blockberry Creative, através de redes sociais. Depois de um ano e meio de treinamento, ela conseguiu entrar para o grupo LOOΠΔ, se tornando a primeira integrante a ser revelada ao público. Em 2018, Heejin se formou na Hansung Girls' High School. 

## Carreira
O projeto de seu grupo, LOOΠΔ, consistiu em apresentar uma garota por mês ao grupo. HeeJin foi a primeira delas. No dia 5 de outubro, seu single homônimo HeeJin foi lançado, junto com o videoclipe de ViViD e a versão acústica da canção, gravada em Paris, França. Seus eventos de autógrafos do álbum ocorreram em 8 de outubro, 16 de outubro, 22 de outubro, 5 de novembro de 2016 e 15 de janeiro de 2017.
Ela teve um dueto com sua companheira de grupo Hyunjin intitulado I'll Be There, segunda faixa do single álbum HyunJin, lançado em 17 de novembro junto com o videoclipe do mesmo. Em 15 de dezembro ela participou de uma canção natalina em trio com HyunJin e HaSeul chamada The Carol, presente no single de estreia da terceira integrante do grupo, HaSeul. Outro duo com HyunJin, chamado My Sunday foi lançado em 17 de janeiro, sendo a segunda faixa do single YeoJin.
Em 6 de fevereiro de 2017 foi anunciado a nova sub-unidade do grupo, LOOΠΔ 1/3, composta por HeeJin, HyunJin, HaSeul e ViVi. A sub-unidade foi lançada dia 13 de março com seu primeiro extended play Love&Live, com a reedição do álbum, Love&Evil, contando com três novas músicas, sendo lançado em 27 de abril.
Em 10 de julho, uma versão especial de Singing in the Rain, single de estreia de Jinsoul, a sétima integrante do LOONA, foi lançado com a participação de Heejin nos versos após o primeiro refrão.
Ela foi concorrente do programa de sobrevivência MixNine do canal coreano JTBC junto com HyunJin. No episódio final, ela consegue ir para o quarto lugar do ranking feminino. O grupo masculino foi o escolhido para estrear, entretanto, devido a falta de comprometimento da YG Entertainment com o projeto, nenhum dos grupos acabou debutando após o fim do programa.
Em março de 2018, a Blockberry Creative anunciou que Heejin havia assinado um contrato de modelo de publicidade com a marca coreana de cosméticos AVAJAR. Ela anunciou os produtos da empresa junto com Kyulkyung (anteriormente do PRISTIN) e Cheng Xiao do WJSN (Cosmic Girls). Pouco depois, um filme comercial apresentando Heejin junto com Hyunjin, Cheng Xiao, Kyulkyung e integrantes do Super Junior foi lançado para a marca.
Em 30 de março de 2018, Heejin fez uma participação breve nos versos de rap da faixa Rosy, B-side do single de estreia da última integrante do grupo, Olivia Hye. A formação completa do LOONA estreou em agosto de 2018 com o lançamento de Favorite, primeiro single do álbum [+ +].
Em 24 de fevereiro de 2019, Heejin apareceu como uma competidora no programa King of Masked Singer como "Enter Lady", disputando para avançar a próxima etapa contra o competidor "Play Guy". Em sua performance, Heejin fez um cover de "Full Moon(보름달)", canção de Sunmi.
Em 13 de janeiro de 2023, foi revelado que, depois de entrar com uma ação judicial para suspender seu contrato com a Blockberry Creative, Heejin havia vencido o processo, o que resultou em sua saída da empresa. Em 17 de março de 2023, foi anunciado que HeeJin e suas colegas de banda Kim Lip, Jinsoul e Choerry assinaram um contrato de agenciamento exclusivo com a MODHAUS. Em 1º de abril, elas foram reveladas como parte de um projeto de reestreia chamado “ARTMS Strategy”.
Em 3 de agosto, foi noticiado que HeeJin estava se preparando para lançar novas músicas em outubro de 2023. Mais tarde naquele dia, o MODHAUS confirmou os relatos e acrescentou que Heejin lançaria um extended play (EP) com 6 faixas. Em 31 de outubro, HeeJin lançou seu primeiro mini-álbum intitulado <K>, juntamente com o videoclipe de “Algorithm”.

## Comerciais
- Innisfree (2017)
- Law of Creation (2017)
- HANYUL (2017)
- High Cut (2017)
- AVAJAR (2018)
- LG Q7/Q7+ (2018)
- Hi-Mart (2019)

## Discografia
| Ano  | Álbum                        | Tipo            | Vendas   |
| ---- | ---------------------------- | --------------- | -------- |
| 2016 | HeeJin                       | Single          | : 9,945  |
| 2022 | Honestly                     | Single          | N/A      |
| 2022 | Masquerade (Heejin, Jinsoul) | Trilha sonora   | N/A      |
| 2023 | <K>                          | Extended play   | : 25,666 |
| 2023 | Algorithm (Eng Ver.)         | Single especial | N/A      |
| 2025 | love me too (Heejin, Chan)   | Trilha sonora   | N/A      |